# Alcis conversaria
Alcis conversaria är en fjärilsart som beskrevs av Jacob Hübner 1800/08. Alcis conversaria ingår i släktet Alcis och familjen mätare. Inga underarter finns listade i Catalogue of Life.